# Джоди Лин Най
Джоди Лин Най (на английски: Jody Lynn Nye) е американска писателка на произведения в жанра фентъзи и научна фантастика.

## Биография
Джоди Лин Най е родена на 5 юли 1957 г. в Чикаго, щата Илинойс, САЩ. От малка обича да измисля истории, които разказва на братовчедите и на тримата си по-малки братя.
Преди да се посвети на писателската професия, тя работи като деловодителка, като счетоводителка в малко издателство, като журналистка и фотографка на свободна практика, и като крояч на костюми.
Четири години е част от екипа за технически операции в WFBN (WGBO) – местна телевизия от Чикаго, като през последната година е технически мениджър. Най е част от инженерния екип, който създава канала, изпълнява функциите на технически директор по време на спортни предавания на живо и работи за създаване на вътрешни спотове и анонси за обществени услуги.
Първите ѝ публикации са технически статии за телевизионното разпръскване, публикувани в сп. „Video Action“ през 1980-те г.
Най пише първия си литературна творба за списание „Ellery Queen Mystery Magazine“ на Mayfair Games като литературен фон за ролева игра. Известно време Най работи по подобни проекти, написвайки няколко книги-игри за света на „Ксантус“ от Пиърс Антъни. Тя си сътрудничи с Ан Маккафри по две книги-игри, както и по други нейни творби.
През 1990 г. писателката публикува първия си самостоятелен роман – „Митология 101“ (Mythology 101), добре приет от читателите. Скоро той е последван от продълженията „Чужда митология“ (1991), „Висша митология“ (1993) и „Митология за напреднали“ (2001).
След поредица от самостоятелни книги Най отново започва да работи в съавторство. Тя си сътрудничи дълго време с Робърт Асприн до внезапната му смърт през 2008 г. Двамата създават успешния роман „Invoked License“ (2001), както и известната поредица „МИТ“.
От 1987 г. до 2018 г. писателката публикува над 40 книги и повече от 120 разказа.
През последните двадесет или повече години Джоди води множество уъркшопове и участва в стотици конференции за научна фантастика, касаещи темите за писането и публикуването. Говори и в училища и библиотеки в северните и северозападните предградия на Чикаго. През 2007 г. преподава писане на фентъзи в Колумбия колидж в Чикаго. Тя ръководи и двудневен писателски уъркшоп в DragonCon.
Джоди живее в северозападните предградия на Чикаго със съпруга си Бил Фосет, писател, дизайнер на игри, военен историк и с техните любими котки.